# Paulo Afonso
Paulo Afonso je město v severovýchodní části Brazílie ve státě Bahia. Nachází se nad kaňonem pod vodopády Paulo Afonso na řece Sao Francisco. Sídlo navazuje na hydroenergetický komplex Paulo Afonso. Místo je úzce spojeno s činností proslulé skupiny banditů pod vedením Virgulino Ferreiry da Silva, řečeným Lampião.

## Základní geografické údaje
Místo se nalézá v suché severovýchodní oblasti země, nazývané sertão nordestino. Převládajícím vegetačním typem jsou trnité savany s četným výskytem kaktusů. V suchém období roku menší toky vysychají, náhlé přívaly dešťů způsobují záplavy. Minimální teplota v Paulo Afonso byla naměřena 12,4 °C, maximální teplota 39,6 °C a dlouhodobá průměrná denní teplota je 26,2 °C . Místo se nalézá v průměrné nadmořské výšce 243 m.
|             | leden | únor | březen | duben | květen | červen | červenec | srpen | září | říjen | listopad | prosinec |   |      |
| ----------- | ----- | ---- | ------ | ----- | ------ | ------ | -------- | ----- | ---- | ----- | -------- | -------- | - | ---- |
| srážky(mm)  | 49    | 41   | 83     | 66    | 66     | 60     | 51       | 26    | 15   | 8     | 29       | 48       | Σ | 540  |
| teplota(°C) | 27,5  | 27,6 | 26,6   | 25,5  | 24,4   | 23,4   | 23,3     | 24,2  | 25,7 | 27,1  | 27,8     | 27,0     | Ø | 25,8 |

## Historie osídlení
Ústí řeky Sao Francisco objevili Portugalci v roce 1522 a řeka se stala hlavní cestou kolonizace brazilského severovýchodu. K vodopádům, vzdáleným zhruba 300 km od ústí, doputovali první osadníci evropského původu v polovině 16. století. Vodopády, nazývané v této době Cachoeira Sumidouro, byly přirozenou stanicí lodní dopravy, nutnou pro překládku zboží. Koncem 1. poloviny 17. století navštívila vodopády expedice Nizozemské západoindické společnosti. Velkolepost přírodního úkazu byla v roce 1649 zobrazena členem výpravy Fransem Postem na olejomalbě, patřící mezi díla nizozemského zlatého věku malířství. Vodopády byly průtokem i výškou největšími a nejznámějšími vodopády Brazílie a patřily mezi nejmohutnější na světě. Přitahovaly cestovatele i významné osobnosti. Základním prostředkem obživy byla pastva a i k ní přidružené činnosti, především překládka skotu.
Právo k využívání oblasti na břehu řeky o výměře tři krát jedna pěší hodina (zhruba 15 x 3 km) získal v roce 1725 portugalský kolonista Pauo Afonso. Od této doby se jeho jménem nazývají vodopády. Samotné sídlo na území dnešního města se stalo malou farmou, která byla součástí celého rozlehlého správního celku.
Začátkem 20. století přitáhla pozornost průmyslníků energie vodopádů a na jejich stěně byla vybudována druhá nejstarší vodní elektrárna v Jižní Americe Angiquinho. Ve 20. a 30. letech 20. století se oblast ocitla na území pravidelně ohrožované nejproslulejší skupinou banditů. Nejslavnější brazilský bandita Lampiao zde na farmě Malhada da Caiçara nalezl Marii de Déa, která se později stala jeho proslulou družkou, známou jako Maria Bonita. Banda byly zlikvidována v roce 1938.
V roce 1948 byl schválen velkolepý projekt na využití energie vodopádů a ekonomický význam nevelkého sídla prudce vzrostl. V roce 1958 osada získala městský status a během půl století se rozrostla ve stotisícové město.

## Turistický význam
Paulo Afonso disponuje velkým potenciálem cestovního ruchu. Vzhledem k výskytu dopravních i technologických přemostění kaňonu a množství vodních ploch je Paulo Afonso považováno za hlavní brazilské město extrémních sportů. Na turistickém významu nabývá obnovená unikátní vodní elektrárna Angiquinho, která se stala národní technickou památkou. Při vysokých vodních stavech se naplňuje koryto vodopádů, atraktivní je i přeliv velké vody u elektrárny Paulo Afonso IV. V blízkosti se nalézá národní park Raso da Catarina. Popularita loupežnické historie přitahuje návštěvníky muzea Casa de Maria Bonita, umístěné v rodném domě lidové hrdinky. 

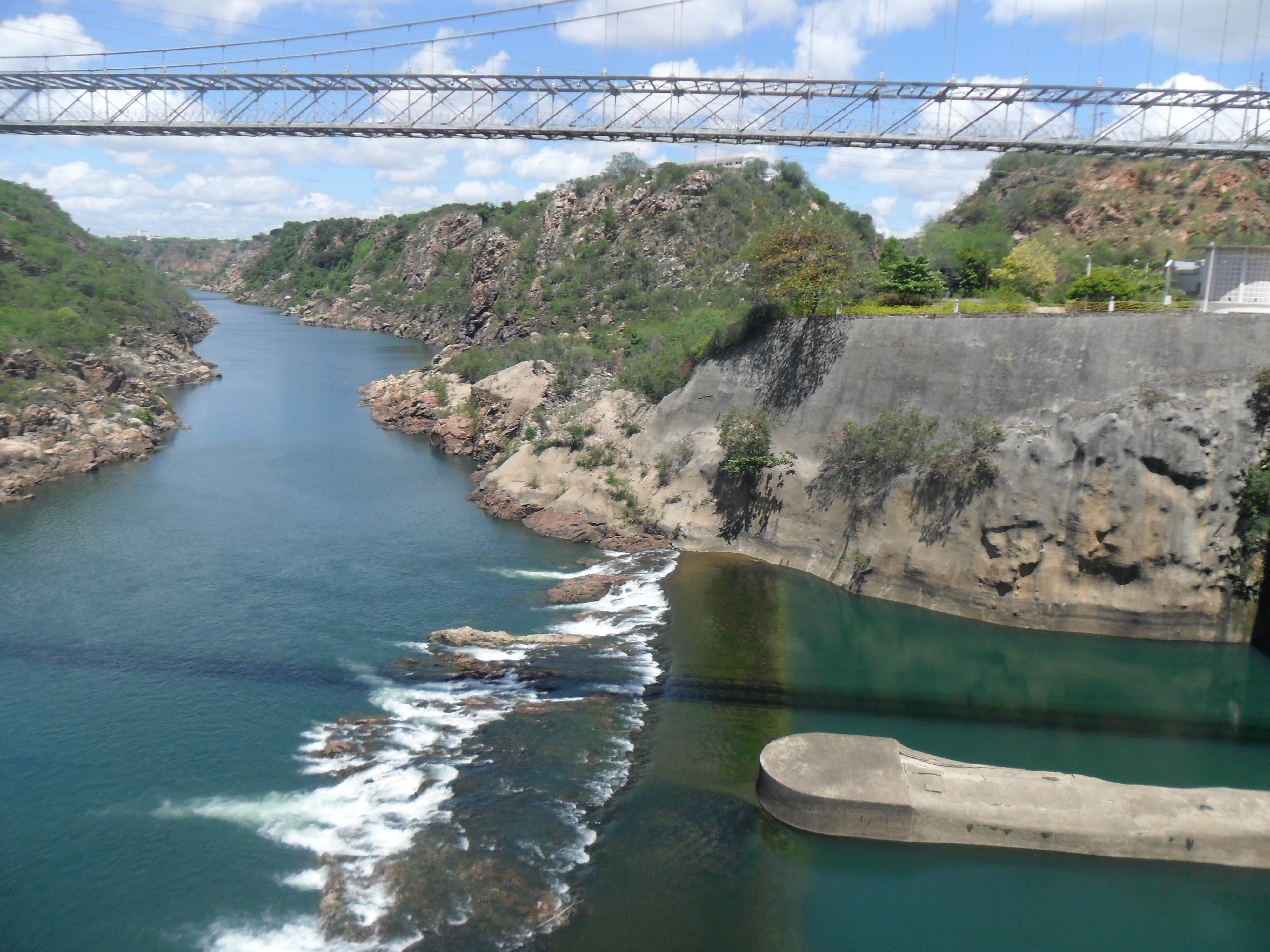
Výtok z elektrárny Paulo Afonso III
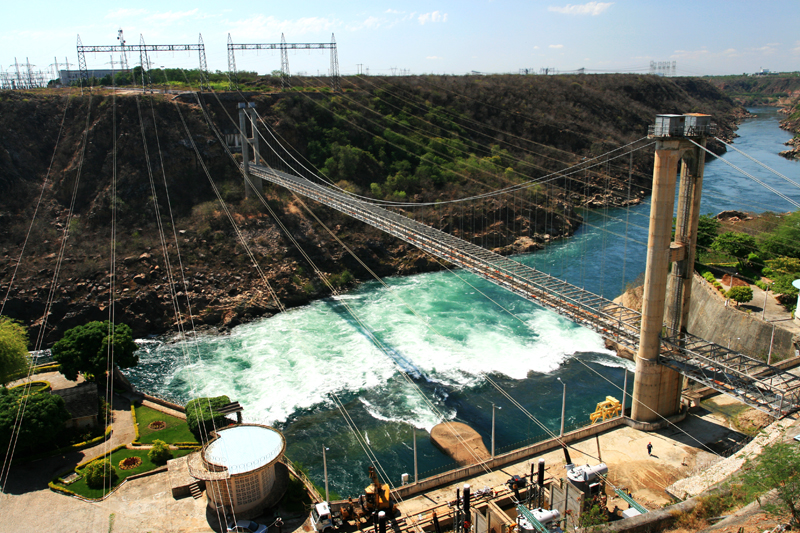
Pohled z hráze elektrárny Paulo Afonso III
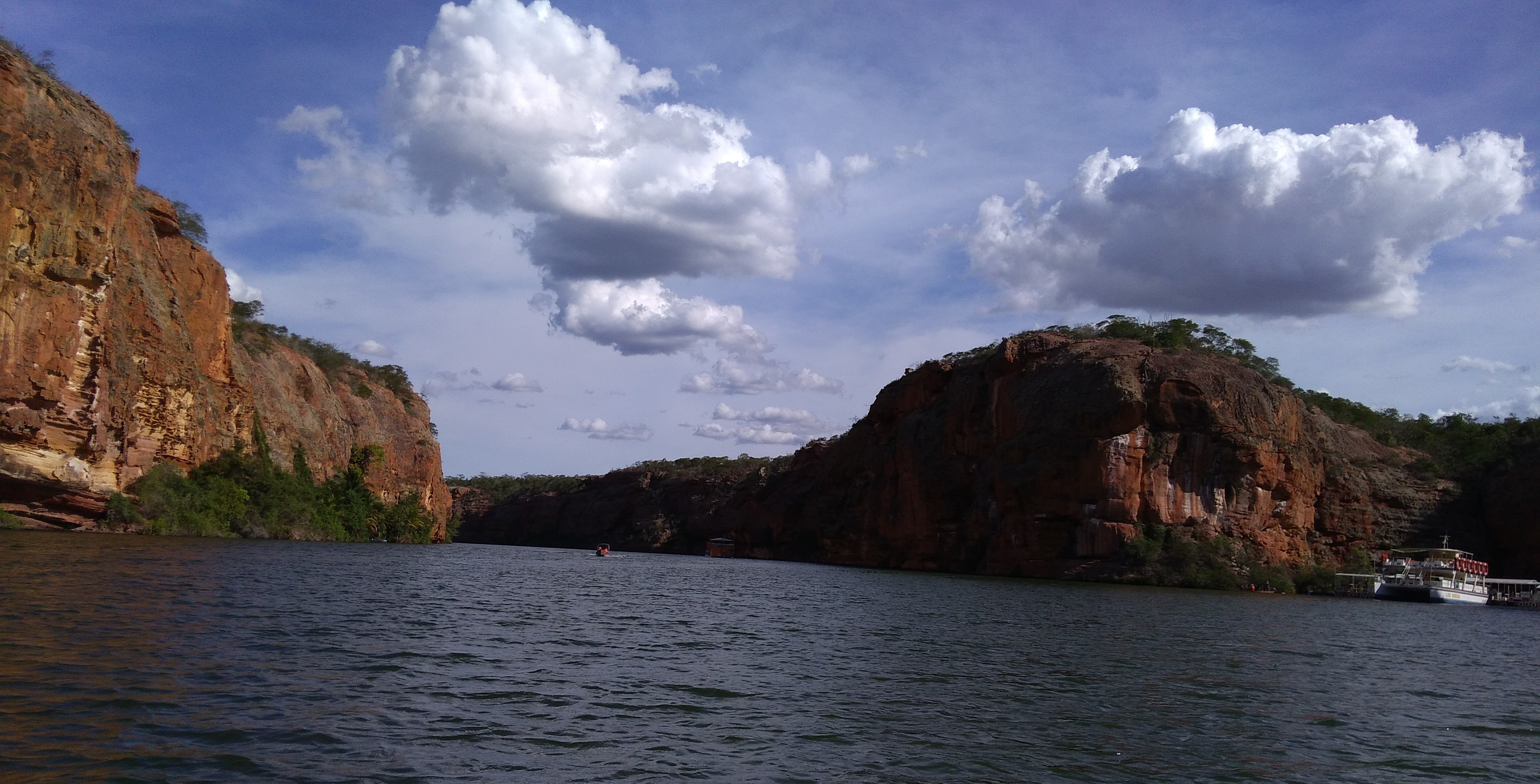
Kaňon řeky Sao Francisco
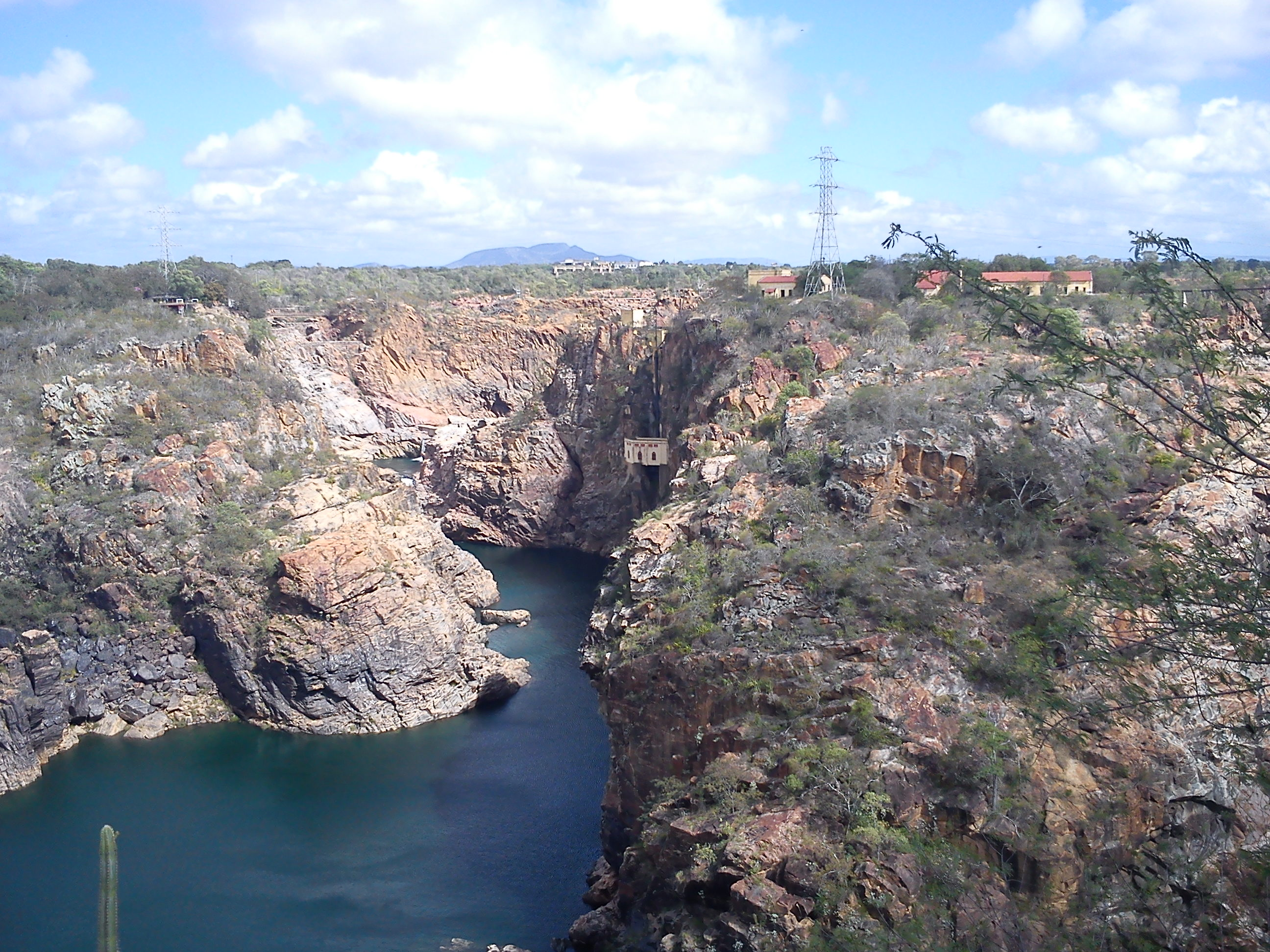
Elektrárna Angiquinho a vyschlé stěny vodopádů
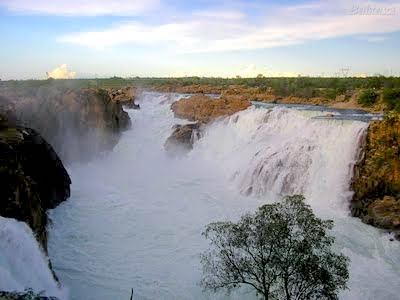
Vodopády při přepouštění velké vody

## Obyvatelstvo a ekonomika
Prudký nárůst počtu obyvatel souvisí s budováním vodního díla, které dodalo první elektrickou energii v roce 1955. Sekundární sektor je hlavním zdrojem vysoké hodnoty hrubého hospodářského produktu. Rozvinutý je chov ryb v mělkých a rozlehlých nádržích.
| rok  | počet obyvatel |
| ---- | -------------- |
| 1960 | 25 259         |
| 1970 | 46.126         |
| 1980 | 71 137         |
| 1991 | 86 619         |
| 2000 | 96 499         |
| 2010 | 108 396        |
| 2019 | 117 782        |

Pokles negramotnosti koresponduje s úmrtností starší generace a výstavbou základních škol.
| rok | 1991 | 2000 | 2010 |
| %   | 35,9 | 28,3 | 20,6 |

Po stabilizaci odborného kádru, potřebného k provozu vodního díla, dochází k poklesu obyvatel evropského typu.
| skupina  | 2000   | 2010   | trend |
| -------- | ------ | ------ | ----- |
| Evropané | 36 397 | 34 729 | ▼     |
| Míšenci  | 54 701 | 65 785 | ▲     |
| Černoši  | 4 503  | 5 830  | ▲     |
| Asiaté   | 179    | 1 009  | ▲▲▲   |
| Indiáni  | 424    | 1 043  | ▲▲    |